# Prunus salicina
Prunus salicina är en rosväxtart som beskrevs av John Lindley. Prunus salicina ingår i släktet prunusar, och familjen rosväxter. Utöver nominatformen finns också underarten P. s. pubipes.
Ursprungliga populationer av arten växer i centrala, östra och nordöstra Kina, på Taiwan, i Laos, Myanmar och Vietnam. Detta plommonträd odlas dessutom på många ställen i samma region. Arten hittas i låglandet och i bergstrakter upp till 2600 meter över havet. Trädet når en höjd av 9 till 12 meter. Naturliga exemplar hittas i öppna skogar, buskskogar samt längs vattendrag och vandringsleder. Prunus salicina blommar i april och frukterna mognar i juli och augusti.
Odlade exemplar drabbas av olika virussjukdomar. Några skogar där arten ingår hotas av skogsröjningar samt av vattenföroreningar. Hela populationen anses vara stabil. IUCN listar arten som livskraftig (LC).

## Bildgalleri

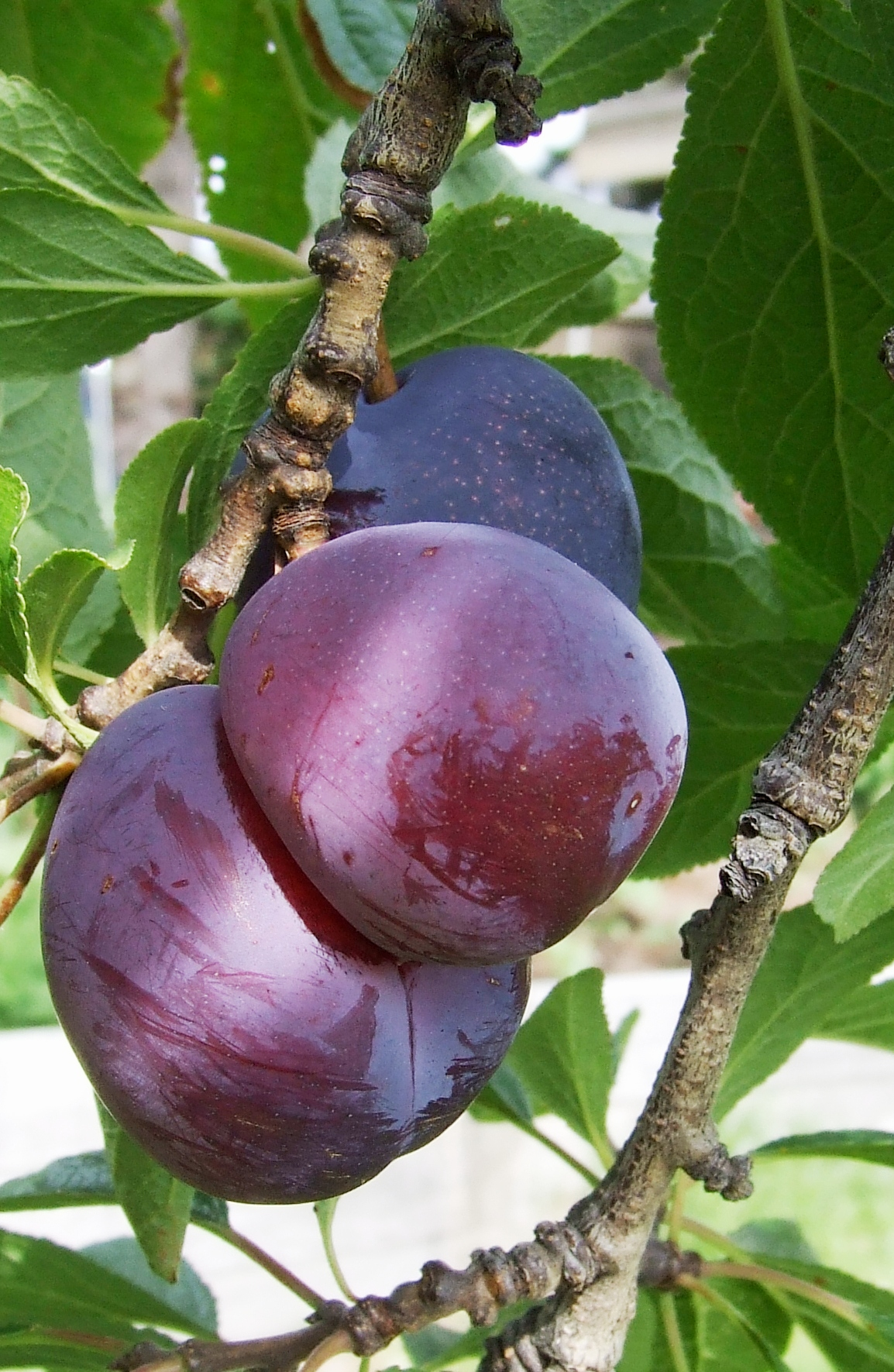
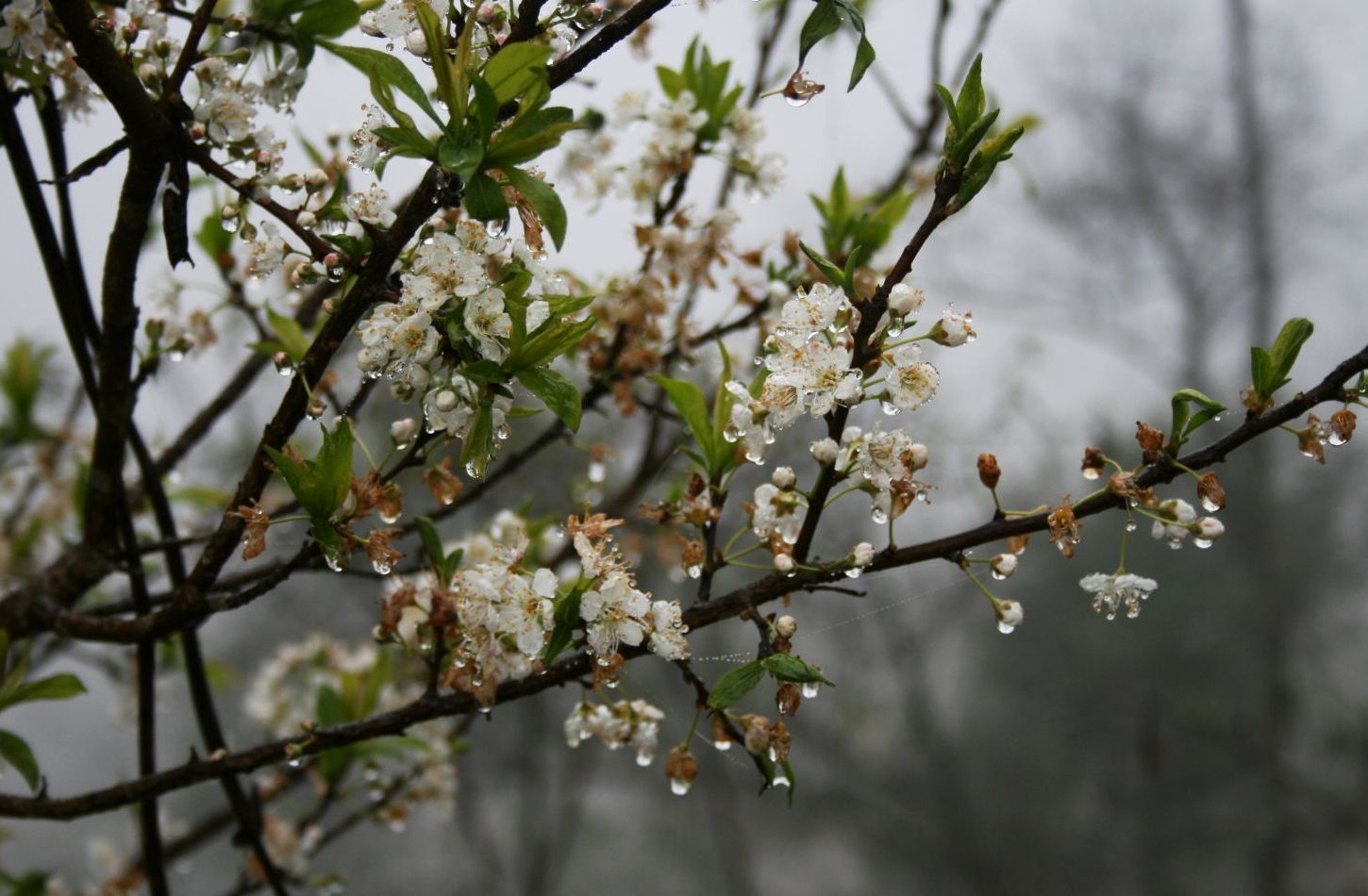
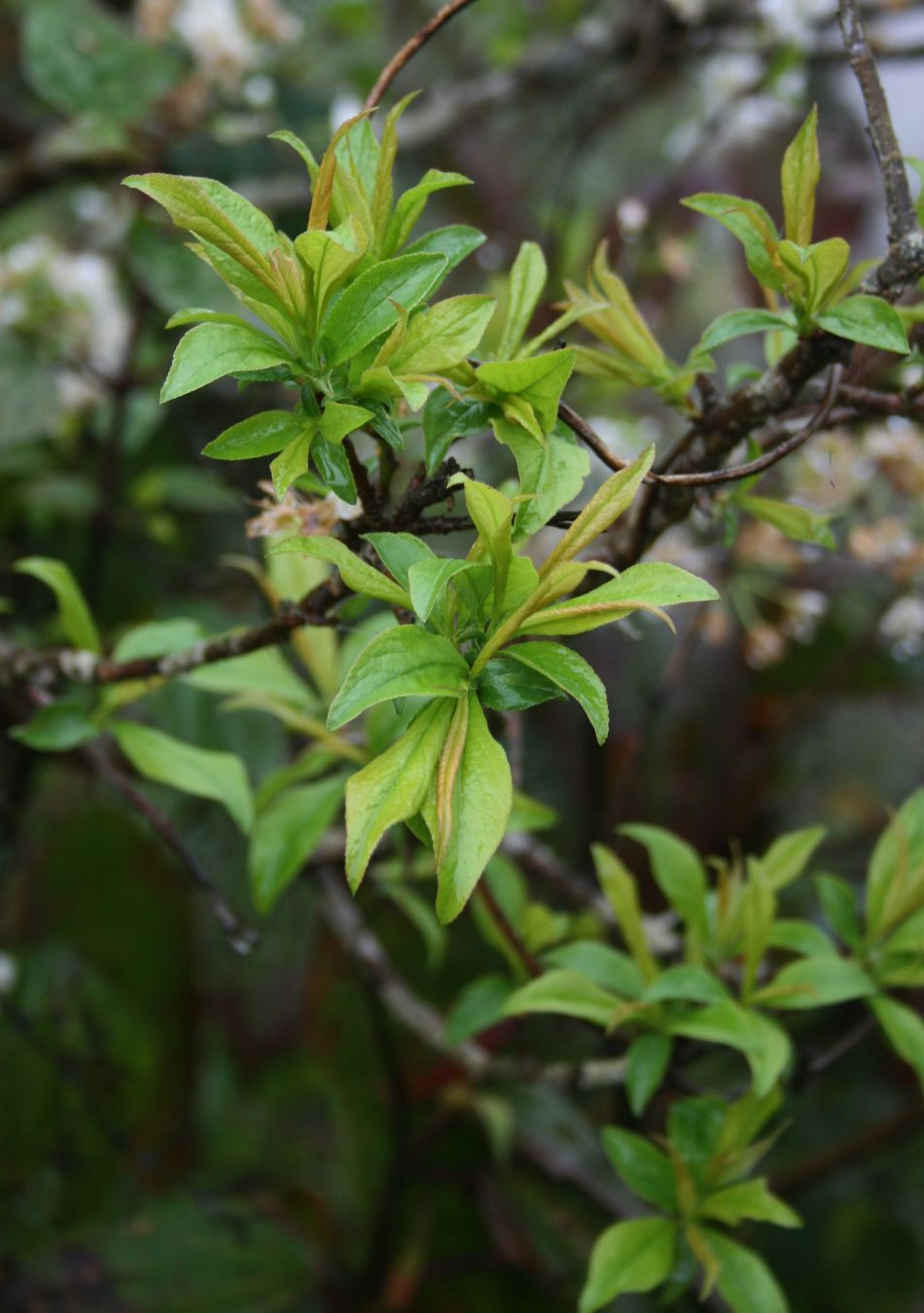
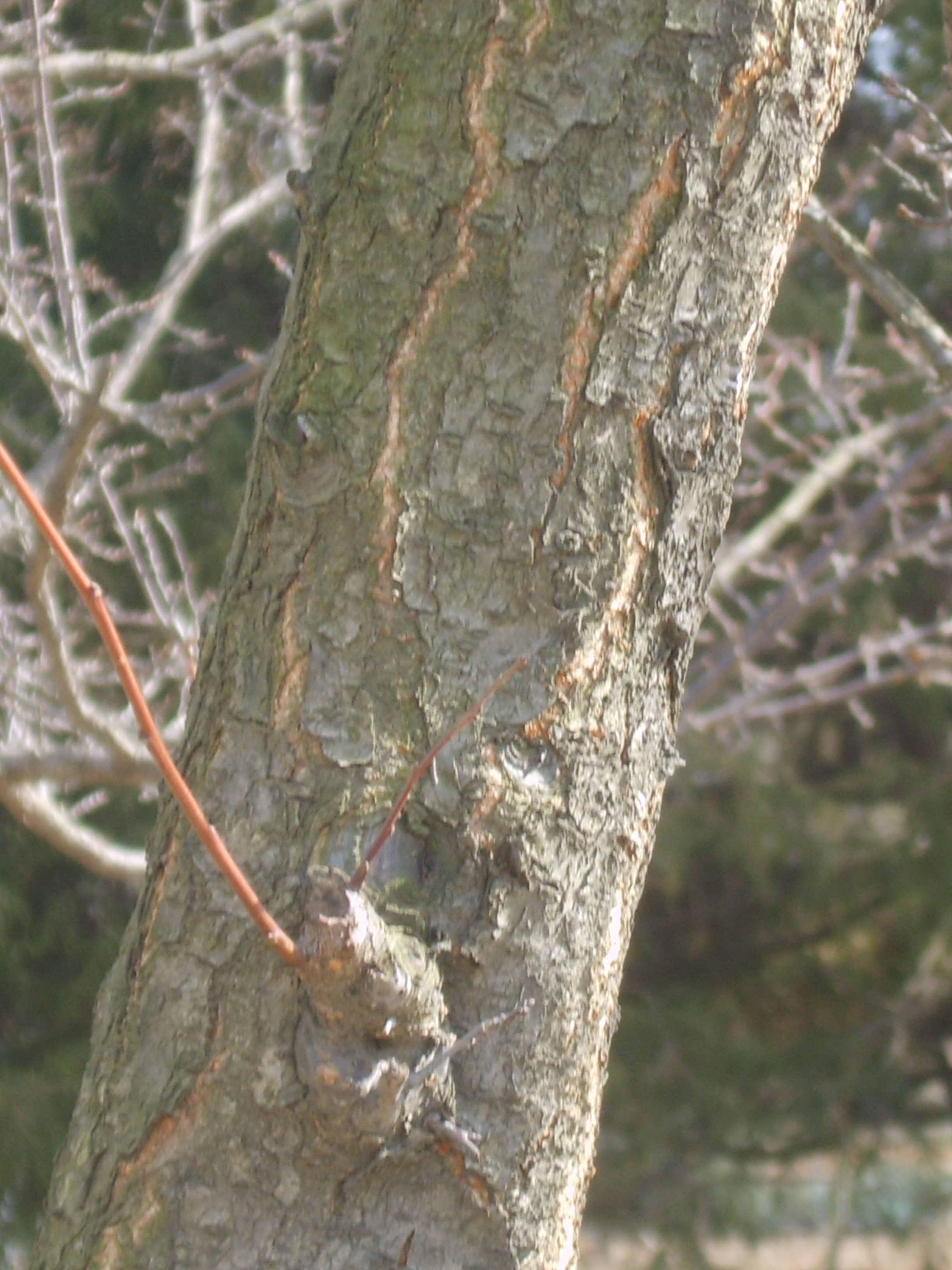
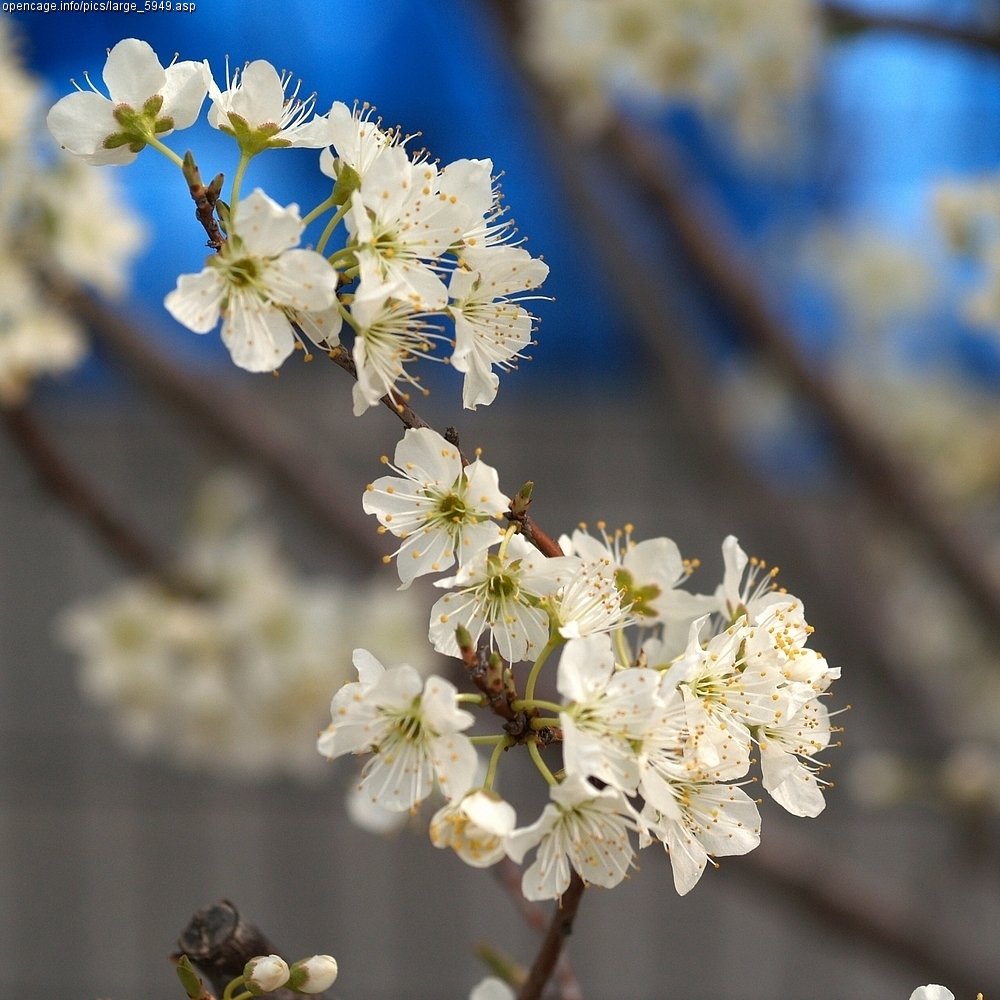
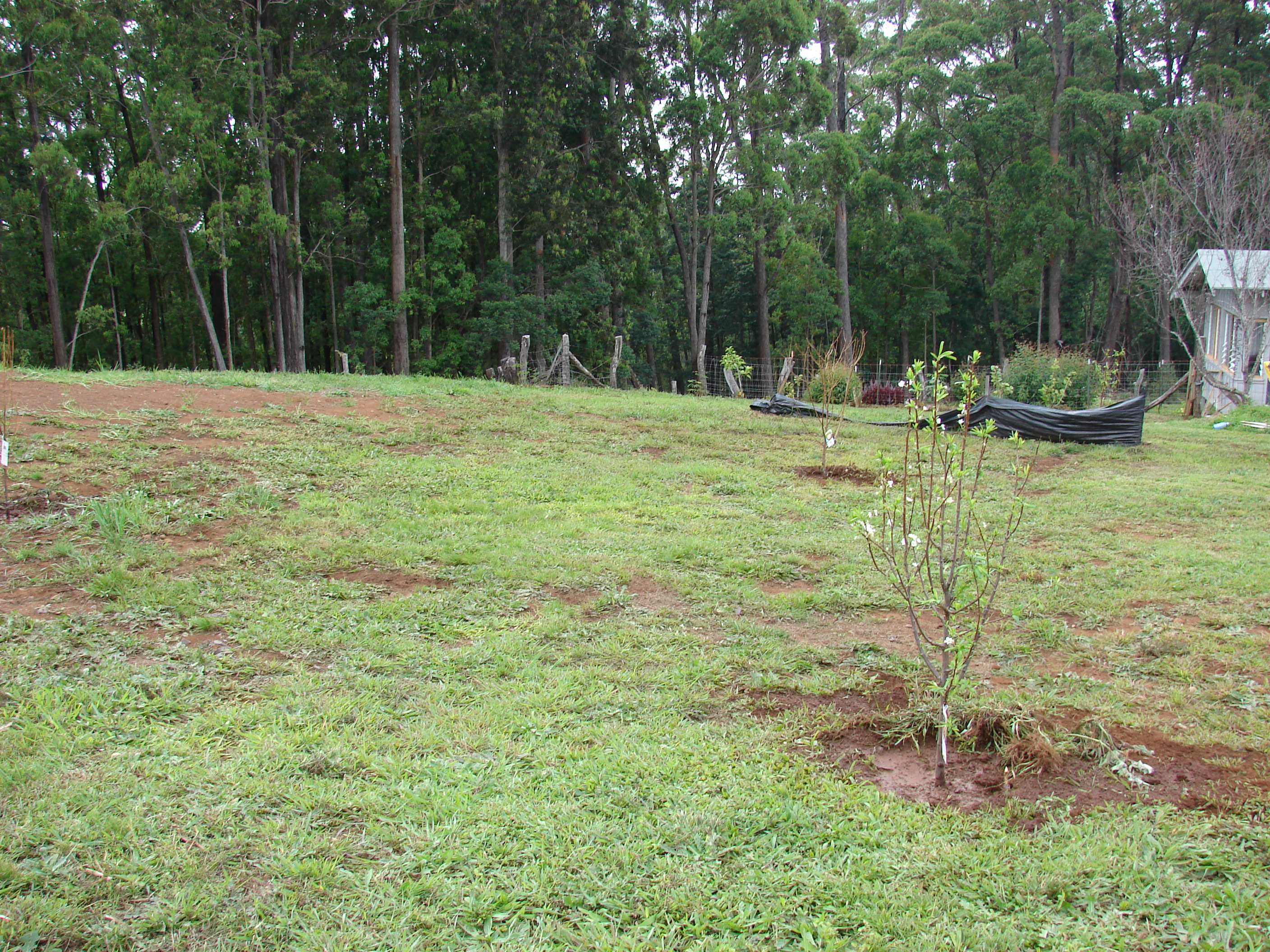